# Ahmed Ikhbayri
Ahmed Abulubaba Amhimmid Ikhbayri (Sebha, 1º novembre 1996) è un pallavolista libico, opposto del Modena.

## Carriera

### Club
La carriera di Ahmed Ikhbayri inizia nella stagione 2019-20 nel Niš, nella Superliga serba; nella stagione successiva si trasferisce in Slovenia, al Maribor, in 1. DOL, dove resta per due annate, aggiudicandosi il campionato 2020-21.
Nella stagione 2022-23 viene ingaggiato dai Samsung Bluefangs, nella V-League sudcoreana, divisione dove gioca anche nell'annata successiva, ma vestendo la maglia degli Hyundai Skywalkers. Per il campionato 2024-25 firma per il Modena, nella Superlega italiana.

### Nazionale
Esordisce in nazionale nel 2023, anno in cui vince la medaglia di bronzo al campionato continentale, dove è premiato come miglior opposto.

## Palmarès

### Club
- Campionato sloveno: 1

2020-21

### Premi individuali
- 2023 - Campionato africano: Miglior opposto